# A titkos kert

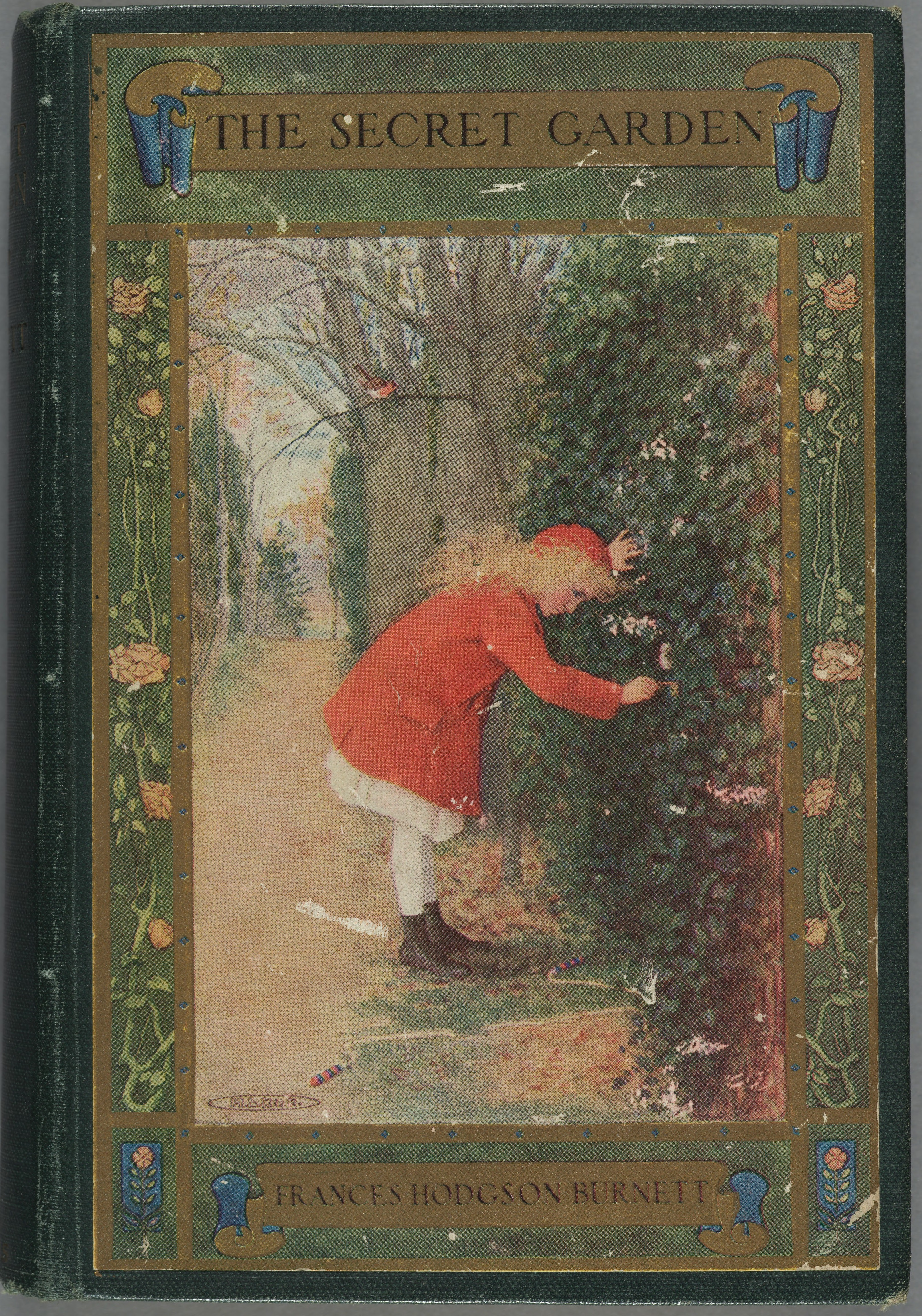
Mary megleli a gombot...1911-es kiadása

A titkos kert című regény Frances Hodgson Burnett, a híres angol színpadi mű- és regényíró egyik leghíresebb és egyben legnépszerűbb műve. A titkok kertje címen is ismert. A gyermekirodalom egyik klasszikusa.

## Történet
|  | Alább a cselekmény részletei következnek! |

Mary Lennox, 10 éves kislány Indiában született gazdag, angol családba. Szülei nem törődnek vele, szolgák vigyáznak rá, de elsősorban arra, hogy ne zavarja a szüleit. Elkényeztetett, undok, indulatos, engedetlen kislánnyá válik. Kolerajárvány tör ki a gazdaságon és Mary szülei is belehalnak, ahogy sok szolga is. Csak később fedezik fel egyedül, de élve, az elhagyatott házban. Először a lelkész Crawford úr családjához kell mennie, ahol a gyerekek a Basil nevű fiú példájára zöld fuszulyka-mérges pulykának csúfolják, majd Angliába, Yorkshire-ba küldik a nagybátyjához, Archibald Cravenhez.
Eleinte Mary önző, savanyú, gyűlöli a nagy házat és az embereket benne, de mindenekelőtt a nagy lápot, amely a kastély mellett terül el. Azt hitte, csak a két szoba marad számára, senki sem fog vele törődni, ő meg majd szórakoztatja magát. De Martha Sowerby, a jóindulatú cselédlány mesél egy történetet a néhai Mrs Cravenről, arról, hogy hogyan töltötte a rózsakertjében az időt. Később Mrs Craven meghalt egy balesetben, Mr Craven bezárta a kertajtót, a kulcsot pedig eltemette. Maryben felébresztette a kíváncsiságot ez a történet, és elkezd meglágyulni. Hamarosan elkezd veszteni az undok magatartásából, és inkább élvezi Martha és Ben Weatherstaff, a kertész és a kis vörösbegy társaságát, akit emberi tulajdonságokkal ruházott fel. Nő az étvágya és megtalálja önmagát, ahogy egyedül játszik a lápon. Martha anyukája vesz neki egy ugráló kötelet, annak érdekében, hogy még többet játsszon a szabadban. Ideje nagy részét mégis a titkos kertről való álmodozás tölti ki. Időnként sírás hallatszik a házban, amit a szolgák tagadnak vagy nem vesznek róla tudomást.
Mialatt felfedezi a hatalmas kerteket, talál egy borzlyukat és abban az elfeledett kert kulcsát. Kerti szerszámokat kér Marthatól, amit Dickon, Martha 12 éves öccse el is visz Marynek. Mary és Dickon megkedvelik egymást és barátok lesznek. Dickon nagyon szereti az állatokat és az állatok is szeretik őt, szinte ismeri az állatok nyelvét. Tud kertészkedni, és Mary, ugyan vonakodva, hamarosan beavatja a titkos kert titkába, miután megígérteti vele, hogy senkinek sem mondja el.
Egyik este Mary újra hallja a sírást. Követi a zajt, és meglepetésére egy vele egykorú kisfiút talál, aki egy eldugott szobában él. Felfedezik, hogy unokatestvérek, ugyanis Mary nagybátyja fiáról van szó. Anyukája akkor halt meg, amikor még kisbaba volt, és most gerincproblémáktól szenved. Azon a héten Mary minden nap meglátogatja, és eltereli a figyelmét a bajairól, a lápról, Dickonről és az állatokról szóló történetekkel. Úgy dönt, hogy Colinnak, a fiúnak szüksége van friss levegőre, úgyhogy mesél a titkos kertről, és végül bevallja, hogy ő hozzá tud férni. Colint kerekes székkel viszik ki a kertbe, ahol hosszú évek után először pillantja meg a napot. 
Mialatt a kertben játszanak, a gyerekeket az a meglepetés éri, hogy Ben Weatherstaff néz rájuk a fal tetejéről, egy létráról. Riadt és dühös, amiért megtalálták a gyerekek, Craven úrnő utolsó éveinek hagyatékát, és bevallja, azt hitte Colin nyomorék. Erre Colin feláll a tolószékből, hogy bebizonyítsa, nem igaz, csak a lábai gyöngék, mert nem használta őket.
Colin minden napját a kertben tölti és egyre erősebb lesz. A gyerekek kitalálják, hogy titokban tartják Colin egészségét, hogy később majd meglepjék Mr Cravent. Colin egyre erősebb, Mr Craven is, aki álmában feleségét hallja a kertjébe hívni. Ő azonnal engedelmeskedik a hívásnak és hazatér. Mikor a titkos kert falai mellett halad el, gyerekhangokat hall. Meglepetésére az ajtó nincs zárva, és nemcsak egy gyönyörű ápolt kertet lát, hanem a fiát futkározni. A szolgák csodálkoznak, amikor a kastély felé látják jönni Mr Cravent, ahogy mellette Colin fut.
|  | Itt a vége a cselekmény részletezésének! |

## Főbb témák
A könyv fő szimbóluma a kert, amit Mary Baker Eddy Keresztény Tudomány elmélete ihlette. A titkos kert a Misselthwaite gazdaságban a pusztítást és az azt követő helyreállítása egy családnak.
Burnettnek is volt egy rózsa kertje, ahol ideje egy részét töltötte, de ez merőben más volt mint a Misselthwaite gazdasági titkos kert.

## A kiadás története
A titkos kert első sorozatban 1910 őszétől jelent meg a The American Magazine (Amerikai magazin) kiadásában, amelynek főleg felnőttek voltak a célközönsége. Az egész könyv első kiadása 1911 nyarán Frederick A. Stokes által New Yorkban, és Heinemann által Londonban. A szerzői jog 1987-ben lejárt az USA-ban, 1995-ben a világ többi részén. Ennek eredményeképpen, rengeteg rövidített, átdolgozott és teljes terjedelmű kiadás jelent meg a 80-as, 90-es években.

## Munkacím
A könyv munkacíme Mary kisasszony (Mistress Mary) volt, utalva az ismert angol gyermekdalra Mary, Mary, Quite Contrary (Mary, Mary, Nagyon akaratos). Magyarul két címen is ismert, A titkos kert (tükörfordítása a The Secret Garden angol címnek) és A titkok kertje.

## Magyarul
- A titkos kert; ford. Adorján Sándor; Athenaeum, Bp., 1925
- A titkos kert. Regény, 1-2.; ford. Kopácsy Margit; Móra, Bp., 1959
- A titkos kert; átdolg. John Escott, ford. Görög Lívia; Ciceró, Bp., 1995 (Klasszikus regények – fiataloknak)
- A titkos kert; ford. Hegyes-Horváth Csilla; Heted7 Világ Könyvmagazin, Bp., 2002 (A gyermek- és ifjúsági irodalom gyöngyszemei)

## Feldolgozás
A történetből 1993-ban Agnieszka Holland rendezésében, Kate Maberly, Heydon Prowse, Andrew Knott és Maggie Smith főszereplésével készítettek filmfeldolgozást.